# Mesosetum elytrochaetum
Mesosetum elytrochaetum är en gräsart som först beskrevs av Eduard Hackel, och fick sitt nu gällande namn av Jason Richard Swallen. Mesosetum elytrochaetum ingår i släktet Mesosetum och familjen gräs. Inga underarter finns listade i Catalogue of Life.